# Крушево (община Соколац)
Крушево (на сръбски: Крушево) е село в Босна и Херцеговина, разположено в община Соколац, в ентитета на Република Сръбска. Намира се на 764 метра надморска височина. Преброяването на населението през 2013 г. показва че селото е безлюдно. До 1992 г. селото е в състава на община Олово.

## Население
Численост на населението според преброяванията през годините:
- 1961 – 313 души
- 1971 – 312 души
- 1981 – 325 души
- 1991 – 275 души
- 2013 – 0 души